# Медаль Эдварда Лонгстрета
Медаль Эдварда Лонгстрета (англ. Edward Longstreth Medal) — приз за научные и технические достижения, вручаемый с 1890 по 1994 годы Институтом Франклина (г. Филадельфии, штат Пенсильвания, США). 
С 1998 года вручаются Медали Бенджамина Франклина — набор из медалей за достижения в разных областях.

## Лауреаты
Список наиболее известных лауреатов:
- 1899 - Эдисон, Томас Алва
- 1903 - Айвс, Фредерик Юджин[англ.]
- 1905 -  Карти, Джон[англ.]
- 1906 - Colts Patent Fire Arms Mfg. Co.
- 1907 - Айвс, Герберт Юджин[англ.]
- 1913 - Стоун, Джон, Чаффи, Эмори Леон[англ.]
- 1915 - Айвс, Герберт Юджин[англ.], Ундервуд
- 1917 - Миллер, Дейтон Кларенс, Кеннелли, Артур[англ.]
- 1919 - Айвс, Герберт Юджин[англ.], Прествич, Джон Альфред[англ.]
- 1920 - Лидс, Моррис[англ.]
- 1925 - Миджли, Томас
- 1929 - Петерс, Джон[англ.]
- 1938 - Carl Zeiss
- 1953 - Карлсон, Честер
- 1962 - Зандман, Феликс
- 1969 - Эрни, Жан[англ.]
- 1988 - Рутан, Берт, Йигер, Джина